# Dehaghan
Dehaghan (pers. دهاقان) – miasto w Iranie, w ostanie Isfahan. W 2011 roku liczyło 17 108 mieszkańców.